# Georges Rose
Georges Rose, né le 30 avril 1910 à Maisons-Alfort et mort le 13 décembre 1997 au Port-Marly, est un footballeur international français.
Ses postes de prédilection sont défenseur et attaquant. Il ne compte qu'une sélection en équipe de France de football, le 15 avril 1934 au stade Municipal de Luxembourg pour la qualification en Coupe du monde - Luxembourg 1-6 France.

## Clubs successifs
- CA Paris
- Stade rennais
- FC Rouen
- Red Star
- Stade français
- Excelsior Athlétic Club de Roubaix

## Carrière
Il participa activement à la qualification de la France pour la coupe du monde de 1934. Attaquant, il joua en défense.